# Léon d'Andrimont
Victor Léon d'Andrimont, ook genaamd D'Andrimont - de Moffarts (Luik, 29 maart 1836 – Brussel, 9 april 1905) was een Belgisch volksvertegenwoordiger en senator.

## Levensloop
Léon d'Andrimont was een zoon van Joseph-Julien d'Andrimont (voordien Dandrimont en bij KB van 8 augustus 1854 gewijzigd in d'Andrimont) en van Louise Demet. Joseph-Julien was medestichter van de 'Charbonnages du Hasard' en voorzitter van de 'Union des Charbonnages, Mines et Usines métallurgiques de Liège'. Hij was ook gemeenteraadslid van Luik.
Léon trouwde met Marie-Caroline de Moffarts en in tweede huwelijk met Anne Lemaire. Hij had een dochter, Jeanne d'Andrimont, die trouwde met Jules Carlier d'Odeigne. Hij was de broer van Julien d'Andrimont.
Hij werd burgerlijk ingenieur aan de Universiteit Luik (1857). 
Beroepshalve was hij in de eerste plaats bankier. Hij stichtte de Banque populaire de Liège (1864), waar hij voorzitter van was. Hij was verder:
- lid van het discontokantoor van de Nationale Bank in Luik,
- medestichter en voorzitter van de Federatie van Belgische Volksbanken.

Van huis uit was hij betrokken bij het industrieel leven en werd hij beheerder van heel wat vennootschappen, zoals:
- Charbonnages de La Haye,
- Canal de Bossuyt à Courtrai,
- Forges et Laminoirs à Tôles de Régissa à Huy,
- Charbonnages du Hasard (voorzitter 1894-1905)
- Charbonnages et Hauts-Fourneaux d'Ougrée, later Ougrée-Marihaye,
- Chemin de fer Liégeois-Luxembourgeois.

Hij was ook nog:
- consul van Portugal in Luik,
- lid van de Hoge Bosraad,
- lid van de Centrale raad voor de oprichting van een spoorwegmaatschappij in Congo,
- lid van de Handelskamer in Luik.

## Politiek
Van 1876 tot 1878 werd hij provincieraadslid. Hij werd ook burgemeester van Hamois.
In 1878 werd hij verkozen tot liberaal volksvertegenwoordiger voor het arrondissement Verviers en vervulde dit mandaat tot in 1894. In 1900 werd hij senator voor hetzelfde arrondissement, tot aan zijn dood.
In overeenstemming met zijn sociaalgerichte belangstelling, was hij:
- lid van de Permanente commissie betreffende de Onderlinge Bijstandskassen (Ministerie van Binnenlandse Zaken),
- idem bij het Ministerie van Landbouw, Industrie en Openbare Werken,
- lid van de Onderzoekscommissie naar de arbeidstoestanden in de industrie,
- medestichter van het Centraal Comité van de Alliance coopérative internationale,
- vicevoorzitter van de Permanente commissie van mutualistische maatschappijen,
- medestichter van de beroepsschool voor kleermakers en voor tuinbouwers in Luik,
- medestichter en mede-uitgever van het weekblad Le Travailleur in Luik.

Hij werd ook betrokken bij de Belgische deelnamen aan internationale tentoonstellingen en was:
- vertegenwoordiger van de Belgische regering bij de Wereldtentoonstelling voor binnenlandse economie in Amsterdam (1869),
- vertegenwoordiger van de Belgische regering op de Wereldtentoonstelling in Londen (1871),
- lid van de Belgische commissie voor de Wereldtentoonstelling in Wenen (1873).

## Publicaties
- Des Institutions et des Associations ouvrières de la Belgique, Brussel, 1871.
- La philanthropie sociale à l'Exposition universelle de Vienne de 1873, Brussel, 1875.
- Coöpération ouvrière en Belgique, Brussel, 1876.
- La Question consulaire en Belgique, Luik-Brussel, 1885.